# فرودگاه شهری کلیولند میسیسیپی
فرودگاه شهری کلیولند می‌سی‌سی‌پی (به انگلیسی: Cleveland Municipal Airport (Mississippi)) یک فرودگاه همگانی بهره‌برداری هوایی است که یک باند فرود آسفالت دارد و طول باند آن ۱۲۲۰ متر است. این فرودگاه در کشور ایالات متحده آمریکا قرار دارد و در ارتفاع ۴۲ متری از سطح دریا واقع شده‌است.